# Улица Хагигат Рзаевой
Улица Хагигат Рзаевой (азерб. Həqiqət Rzayeva küçəsi) — короткая (около 200 м) улица в Баку, в историческом районе Ичери-шехер (Старый город).

## История
Названа в честь Агигат Али кызы Рзаевой (1907—1969) — азербайджанской певицы, Народной артистки Азербайджанской ССР (1943). Прежнее название — Варваринская, в советское время (с 1939 по 1992 гг.) носила имя российского революционера, советского партийного деятеля Менжинского (1874—1934).
В 1860 году крепостная стена Старого города со стороны моря была разобрана, освободившиеся площади (чётная сторона улицы) застроены новыми домами.
С 1967 по 1996 года в бывшем караван-сарае на улице (д. 9) находился Государственный музей музыкальной культуры Азербайджана.
У поворота улицы к проспекту Нефтяников находилась древняя, конца XVIII века постройки, армянская церковь Святой Богоматери. Здание было снесено в 1990-е гг. (сохранилась нижняя часть колокольни).

## Застройка
д. 1 — Ханский караван-сарай
д. 3 (XVI—XVII вв.) и д. 11 (руины строения XV века, арочное здание XVII века) объявлены памятниками архитектуры местного значения

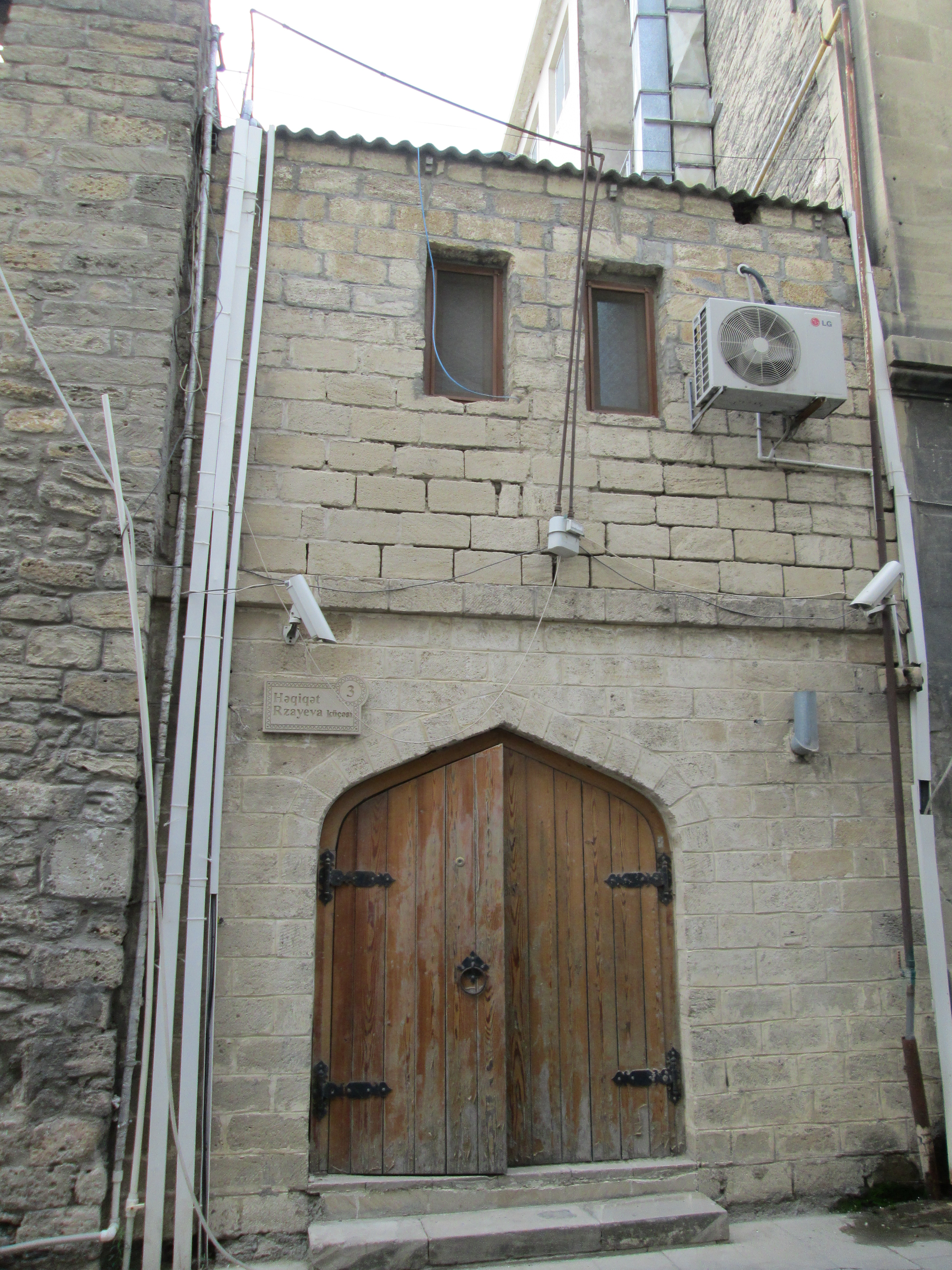
Дом 3

д. 9 — караван-сарай-театр «Мугам»